# Domingos de Oliveira
Domingos José Soares de Oliveira (Rio de Janeiro, 28 de setembro de 1936 — Rio de Janeiro, 23 de março de 2019) foi um ator, diretor, dramaturgo de cinema e teatro, poeta e cineasta brasileiro.

## Biografia
Licenciado em Engenharia pelo ENE, nunca trabalhou naquela área já que, depois de se ter envolvido no teatro amador, começou a escrever e a realizar para o cinema. Fez duas assistências de direção para Joaquim Pedro de Andrade ("Manuel Bandeira, O Poeta do Castelo" e "Couro de Gato"). A sua primeira longa-metragem, intitulada Todas as Mulheres do Mundo, foi realizada em 1966, sendo já autor de mais de 20 peças teatrais e tendo dirigido vários filmes.
Teve, durante anos, programas no Canal Brasil, que denominou de jornalismo autoral: "Todas as Mulheres do Mundo", "Todos os Homens do Mundo", "Swing", sempre em parceria com sua companheira, Priscilla Rozenbaum.
Era pai da atriz e escritora Maria Mariana, a caçula da família. Foi casado também com Nazaré Ohana, mãe da atriz Claudia Ohana.

### Morte
Sofrendo do mal de Parkinson, morreu no Rio de Janeiro em 23 de março de 2019, após passar mal em casa.

## Filmografia

### Cinema
| † | Indica um documentário | ‡ | Indica um curta-metragem |

| Ano  | Título                           | Cargo                                    | Notas                                                        |
| ---- | -------------------------------- | ---------------------------------------- | ------------------------------------------------------------ |
| 1962 | Cinco Vezes Favela ‡             | Roteirista                               | Segmento: "Couro de Gato"                                    |
| 1966 | Todas as Mulheres do Mundo       | Diretor, produtor e roteirista           |                                                              |
| 1967 | Edu, Coração de Ouro             | Diretor, produtor e roteirista           |                                                              |
| 1969 | As Duas Faces da Moeda           | Diretor e roteirista                     |                                                              |
| 1970 | É Simonal                        | Diretor e roteirista                     |                                                              |
| 1971 | A Culpa                          | Diretor, editor, produtor e roteirista   |                                                              |
| 1972 | Sambizanga                       | Ator                                     |                                                              |
| 1973 | As Deliciosas Traições do Amor   | Diretor e roteirista                     | Segmentos: "Os Divinos Sons da Música do Prazer" e "O Olhar" |
| 1975 | Os Maniacos Eróticos             | Ator                                     |                                                              |
| 1977 | Teu Tua                          | Diretor e editor                         |                                                              |
| 1978 | Vida, Vida                       | Diretor                                  |                                                              |
| 1998 | Amores                           | Ator, diretor, produtor e roteirista     |                                                              |
| 2002 | Separações                       | Ator, diretor e roteirista               |                                                              |
| 2004 | Redentor                         | Ator                                     |                                                              |
| 2005 | Feminices                        | Ator, diretor e roteirista               |                                                              |
| 2005 | Dois Filhos de Francisco         | Roteirista                               |                                                              |
| 2006 | Carreiras                        | Diretor, roteirista e produtor associado |                                                              |
| 2008 | Era Uma Vez...                   | Roteirista                               |                                                              |
| 2008 | Todo Mundo Tem Problemas Sexuais | Diretor e roteirista                     |                                                              |
| 2008 | Juventude                        | Diretor e roteirista                     |                                                              |
| 2012 | Paixão e Acaso                   | Diretor                                  |                                                              |
| 2012 | Primeiro dia de um ano qualquer  | Diretor e roteirista                     |                                                              |
| 2014 | Infância                         | Diretor e roteirista                     |                                                              |
| 2016 | Barata Ribeiro, 716              | Diretor e roteirista                     | [ 2 ]                                                        |
| 2018 | Os 8 Magníficos †                | Diretor                                  |                                                              |
| 2018 | Aconteceu na Quarta-feira        | Diretor e roteirista                     |                                                              |

### Televisão
| Ano     | Título                            | Personagem                                | Cargo      | Notas      | Emissora      |
| ------- | --------------------------------- | ----------------------------------------- | ---------- | ---------- | ------------- |
| 1965    | 22-2000 Cidade Aberta             |                                           | Roteirista |            | TV Globo      |
| 1972    | O Médico e o Monstro              |                                           | Roteirista |            | TV Globo      |
| 1972    | Somos Todos do Jardim de Infância |                                           | Roteirista |            | TV Globo      |
| 1973    | O Duelo                           |                                           | Roteirista |            | TV Globo      |
| 1977    | A Ordem Natural das Coisas        |                                           | Roteirista |            | TV Globo      |
| 1978    | Ciranda, Cirandinha               |                                           | Roteirista |            | TV Globo      |
| 1979    | Vestido de Noiva                  |                                           | Roteirista |            | TV Globo      |
| 1981    | Amizade Colorida                  | Episódio: "Das Dificuldades de Ser Homem" | Roteirista |            | TV Globo      |
| 1987    | Helena                            | Brandão                                   | Ator       |            | Rede Manchete |
| 1987–88 | Bambolê'                          | Matoso                                    | Ator       |            | TV Globo      |
| 1992    | As Noivas de Copacabana           | Indalécio Piolho                          | Ator       |            | TV Globo      |
| 1993    | Contos de Verão                   |                                           | Roteirista |            | TV Globo      |
| 1994    | 74.5 Uma Onda no Ar               |                                           | Roteirista | Manchete   |               |
| 1994–96 | Confissões de Adolescente         | Diretor                                   |            | TV Cultura |               |
| 2006    | JK                                | Jayme Ovalle                              | Ator       |            | TV Globo      |
| 2007    | Confissões de Mulheres de 30      |                                           | Roteirista |            | TVI           |
| 2011    | Os Anjos do Sexo                  |                                           | Roteirista | Band       |               |

## Prêmios e indicações
| Ano  | Associações                                        | Categoria                       | Nomeações                        | Resultado |
| ---- | -------------------------------------------------- | ------------------------------- | -------------------------------- | --------- |
| 1966 | Festival de Cinema de Brasília                     | Melhor Filme                    | Todas as Mulheres do Mundo       | Venceu    |
| 1966 | Festival de Cinema de Brasília                     | Melhor Diretor                  | Todas as Mulheres do Mundo       | Venceu    |
| 1966 | Festival de Cinema de Brasília                     | Melhor História e Diálogo       | Todas as Mulheres do Mundo       | Venceu    |
| 1968 | Festival Internacional de Cinema de Mar del Plata  | Melhor Filme Internacional      | Edu, Coração de Ouro             | Indicado  |
| 1998 | Festival de Cinema de Gramado                      | Melhor Filme                    | Amores                           | Indicado  |
| 1998 | Festival de Cinema de Gramado                      | Prêmio do Júri Oficial          | Amores                           | Venceu    |
| 1998 | Festival de Cinema de Gramado                      | Prêmio da Crítica               | Amores                           | Venceu    |
| 1998 | Festival de Cinema de Gramado                      | Prêmio da Audiência             | Amores                           | Venceu    |
| 1999 | Prêmio Guarani de Cinema Brasileiro                | Melhor Diretor                  | Amores                           | Indicado  |
| 1999 | Prêmio Guarani de Cinema Brasileiro                | Melhor Roteiro                  | Amores                           | Indicado  |
| 2000 | Prêmio APCA de Cinema                              | Melhor Roteiro                  | Amores                           | Venceu    |
| 2002 | Festival de Cinema de Gramado                      | Melhor Filme                    | Separações                       | Indicado  |
| 2003 | Festival de Cinema e Vídeo de Cuiabá               | Melhor Filme                    | Separações                       | Venceu    |
| 2003 | Festival Internacional de Cinema de Mar del Plata  | Melhor Filme Internacional      | Separações                       | Venceu    |
| 2003 | Festival Internacional de Cinema de Mar del Plata  | Melhor Ator                     | Separações                       | Venceu    |
| 2004 | Prêmio Guarani de Cinema Brasileiro                | Melhor Roteiro Adaptado         | Separações                       | Indicado  |
| 2004 | Prêmio ACIE de Cinema                              | Melhor Roteiro                  | Separações                       | Indicado  |
| 2004 | Prêmio APCA de Cinema                              | Melhor Roteiro                  | Separações                       | Venceu    |
| 2004 | Grande Prêmio do Cinema Brasileiro                 | Melhor Roteiro Original         | Separações                       | Indicado  |
| 2004 | Mostra Internacional de Cinema de São Paulo        | Prêmio da Audiência             | Feminices                        | Venceu    |
| 2005 | Festival de Cinema de Gramado                      | Melhor Longa-metragem em 35mm   | Carreiras                        | Indicado  |
| 2006 | Paris Brazilian Film Festival                      | Melhor Filme                    | Carreiras                        | Venceu    |
| 2006 | Prêmio Contigo! de Cinema Nacional                 | Melhor Diretor                  | Feminices                        | Indicado  |
| 2006 | Prêmio Guarani de Cinema Brasileiro                | Melhor Roteiro Adaptado         | Feminices                        | Indicado  |
| 2007 | Grande Prêmio do Cinema Brasileiro                 | Melhor Roteiro Adaptado         | Feminices                        | Indicado  |
| 2008 | Festival de Cinema de Gramado                      | Melhor Diretor                  | Juventude                        | Venceu    |
| 2008 | Festival de Cinema de Gramado                      | Melhor Roteiro                  | Juventude                        | Venceu    |
| 2008 | Festival de Cinema de Gramado                      | Mérito Artístico                | Juventude                        | Venceu    |
| 2009 | Prêmio APCA de Cinema                              | Melhor Roteiro                  | Juventude                        | Venceu    |
| 2009 | Prêmio ACIE de Cinema                              | Homenagem Especial              | Homenagem                        | Venceu    |
| 2011 | Festival de Cinema de Gramado                      | Troféu Eduardo Abelin           | Homenagem                        | Venceu    |
| 2012 | Mostra Internacional de Cinema de São Paulo        | Prêmio Leon Cakoff              | Homenagem                        | Venceu    |
| 2012 | Grande Prêmio do Cinema Brasileiro                 | Melhor Roteiro Adaptado         | Todo Mundo Tem Problemas Sexuais | Indicado  |
| 2013 | Festival de Cinema de Gramado                      | Melhor Roteiro                  | Primeiro Dia de um Ano Qualquer  | Venceu    |
| 2014 | Grande Prêmio do Cinema Brasileiro                 | Grande Otelo Honorário          | Homenagem                        | Venceu    |
| 2014 | Festival de Cinema de Gramado                      | Melhor Roteiro                  | Infância                         | Venceu    |
| 2016 | Grande Prêmio do Cinema Brasileiro                 | Melhor Filme de Comédia         | Infância                         | Venceu    |
| 2016 | Grande Prêmio do Cinema Brasileiro                 | Melhor Roteiro Adaptado         | Infância                         | Indicado  |
| 2016 | Festival de Cinema de Gramado                      | Melhor Filme                    | Barata Ribeiro, 716              | Venceu    |
| 2016 | Festival de Cinema de Gramado                      | Melhor Diretor                  | Barata Ribeiro, 716              | Venceu    |
| 2016 | Festival de Cinema de Gramado                      | Melhor Trilha Sonora            | Barata Ribeiro, 716              | Venceu    |
| 2017 | Festival de Cinema Itinerante da Língua Portuguesa | Melhor Longa-metragem           | Barata Ribeiro, 716              | Venceu    |
| 2017 | Grande Prêmio do Cinema Brasileiro                 | Melhor Filme de Comédia         | Barata Ribeiro, 716              | Indicado  |
| 2017 | Grande Prêmio do Cinema Brasileiro                 | Melhor Roteiro Original         | Barata Ribeiro, 716              | Venceu    |
| 2017 | Grande Prêmio do Cinema Brasileiro                 | Melhor Trilha Sonora            | Barata Ribeiro, 716              | Indicado  |
| 2021 | Grande Prêmio do Cinema Brasileiro                 | Melhor Montagem de Documentário | Os 8 Magníficos                  | Indicado  |